# Мода-центр
«Мода-центр» (англ. Moda Center), раніше відомий як «Роуз-гарден» (англ. Rose Garden, рожевий сад) — головний спортивний комплекс в Портленді (Орегон, США), відкритий у 1995 році. Призначений для проведення спортивних змагань з різних видів спорту, таких як баскетбол, Хокей із шайбою, лакрос, а також для проведення різних заходів: льодові шоу, родео, конвенти, циркові виступи, музичні концерти та ін. Місткість арени для баскетбольних матчів становить 20 630 осіб.
Власником є компанія Vulcan Inc., господар якої Пол Аллен. Керує ареною компанія Anschutz Entertainment Group. «Мода-центр» є домашнім стадіоном для команди «Портленд Трейл-Блейзерс» Національної баскетбольної асоціації, яка теж належить Полу Аллену. Крім «Трейл Блейзерс» на арені проводять свої домашні матчі кілька професійних команд Портленда, а також чоловіча команда з баскетболу місцевого державного університету.
Зведення «Мода-центру» почалося в 1993 році, а відкриття відбулося в жовтні 1995-го. Вартість будівництва становила 262 млн доларів. Будівництво фінансувалося з декількох джерел: бюджет міста, особистий статок Аллена, а також облігації, випущені на суму 155 млн дол. консорціумом інвестиційних фондів і страхових компаній. У 2007 році Аллен викупив арену у кредиторів.

## Параметри

### Архітектура
«Роуз-гарден» являє собою збірну залізобетонно-каркасну конструкцію з каркасним дахом зі сталі. Площа арени становить 79 200 м2, поділених на вісім рівнів, п'ять з яких відкриті для відвідувачів. Висота арени від майданчика до сідлоподібного даху — 43 метри. На будівництво пішло 37 000 м3 бетону та понад 8800 тонн сталі. На облицювання будівлі використано 2700 м2 скла, 17 500 м2 штукатурки, 4800 м2 збірних декоративних бетонних виробів, 3600 м2 ізоляційних матеріалів та 1268,5 м2 сталевих жалюзі. Портлендська архітектурна спільнота сильно критикувала проект арени, розроблений фірмою Ellerbe Becket, і згодом «Роуз-гарден» внесли до списку п'яти найбільш потворних будівель у Портленді.
Всередині будівля виконана в біло-червоно-чорних тонах, кольорах команди «Трейл Блейзерс». На стінах висять картини з іменами та особами людей, внесених у Залу слави «Блейзерс». Під дахом «Роуз-гарден» звисають прапори з закріпленими номерами клубу, які належали видатним гравцям команди. Навпроти них, з іншого боку арени, висить прапор, присвячений чемпіонству «Трейл Блейзери» в 1977 року.

### Місткість

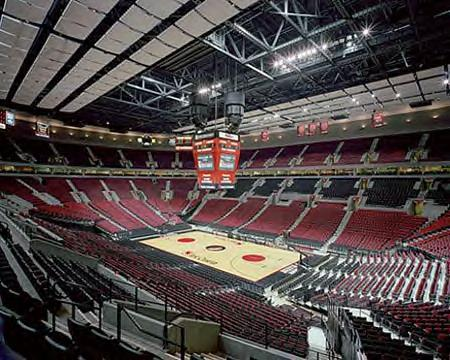
Роуз-гарден у 2001 році

Місткість арени становить 14 000 постійних місць. 1540 осіб можуть розташовуватися в 70 спеціальних ложах для VIP персон. В залежності від конфігурації арени, можна встановити додатково 4200 переносних місць. Під час баскетбольних матчів арена може прийняти 19 980 осіб, а зі стоячими місцями — 20 580. Місткість арени зменшено перед сезоном НБА 1998 року з 21 400 до 19 980. Під час хокейних матчів і змагань із лакросу може прийняти 17 544 особи.
Арена поділяється на два яруси. Нижній ярус поділений на 100-й (розділений на сектори від 101 до 122) і 200-й (сектори 201—230) рівні, а верхній — 300-й (сектори 301—334) рівень. Між двома ярусами розміщені VIP-ложі.
Середня ціна квитків у 2005—2006 роках становила 42,59, а в 2007—2008 роках — 47,34 дол. Fan Cost Index (середня оцінна вартість відвідування заходу сім'єю з чотирьох осіб, що містить у собі ціну на квитки, паркування, їжу, напої й пару сувенірів) становила 232,86 і 251,86 дол. відповідно.

### VIP-ложі та апартаменти
На арені знаходиться 70 спеціальних VIP-лож (skyboxes), місткістю на 22 особи кожна. Кожна ложа являє собою окреме приміщення з баром, кондиціонером, туалетом, кількома телевізійними моніторами і звуковою системою. VIP-ложі можна орендувати як на рік, так і на окрему гру. Оренда VIP-лож на рік дає право на відвідування всіх заходів «Роуз-гарден». Арена також має модульний апартамент, який можна налаштувати як два 44-місцевих бокси (Super Suites) або як один 88-місцевий бокс (Mega suite).

### Театр хмар
Для невеликих заходів арену можна переробити на так званий «Театр хмар» (англ. "Theater of the Clouds"). У такій конфігурації сцена розташовується посередині поля і використовується тільки західна частина арени. Спеціальні штори опускаються зі стелі до підлоги, щоб приховати непотрібні частини арени для створення більш інтимної атмосфери. У 2004 році 1 з 10 заходів року проходив у «Театрі хмар». За такої конфігурації місткість становить 6500 осіб і можуть використовуватися 16 VIP-лож.

### Акустика
Унікальною особливістю арени є так звана «акустична хмара». Акустичне хмара являє собою 160 обертових акустичних панелей, підвішених до стелі «Роуз-гарден». Ці панелі дозволяють відтворити гул, який був на стадіоні «Memorial Coliseum», одній з найгучніших арен НБА. Одна сторона панелі відбиває звук, тоді як інша поглинає його. Кожна панель має розмір 3 на 3 метри і має форму літакового крила, завтовшки 20 сантиметрів у середині і 10 сантиметрів по краях. Таким чином, під час ігор шум верхніх рівнів арени поглинається і відбивається вниз до майданчика. Ця система унікальна і є єдиною для подібних арен у світі.
Панелі дозволяють регулювати акустику арени для різних заходів. Для невеликих заходів, де використовуються тільки нижні рівні арени, панелі можна опустити для поліпшення звуку і створення більш тісної атмосфери на арені. Вартість створення і встановлення акустичної хмари становила 2 млн доларів. На арені також встановлена аудіо система JBL.

### Захист навколишнього середовища
2010 року Рада з Архітектури і Будівництва Екологічно Чистих Будівель в США (англ. US Green Building Council) присудила арені рейтинг «LEED Gold». Це стало можливим після проведення низки модифікацій та заходів щодо захисту навколишнього середовища. Серед них:
- переробка відходів. Близько 60 % відходів підлягає переробці, а не викидається на смітник;
- зменшення споживання електроенергії;
- енергія від поновлюваних джерел. Арена уклала договір з компаніями Pacific Power і NW Natural про купівлю енергії від відновлюваних джерел;
- установка нового обладнання для зменшення споживання води;
- будівництво нових паркувань для велосипедів;
- використання упаковок та контейнерів для їжі з переробленої сировини[12][13].

## Орендарі
Основним орендарем арени є команда «Портленд Трейл Блейзерс» з НБА. Між Мода-центром та командою підписаний контракт на оренду до 2025 року. Муніципалітет міста також підписав контракт з командою, за яким вона зобов'язується грати домашні ігри в Портленді (необов'язково в «Роуз-гарден») до 2023 року.
На арені також проводять свої домашні ігри команда «Портленд Вінтергокс» з Західної хокейної ліги, яка раніше, як і «Трейл Блейзерс» грала в «Memorial Coliseum» і переїхала в «Роуз-гарден» після його відкриття в 1995 році. Однак «Вінтергокс» грають домашні ігри як у «Memorial Coliseum», так і «Мода-центрі». Арена може приймати й гри НХЛ, і у свій час ходили чутки, що в Портленді буде своя команда, однак цього так і не відбулося. У 2006—2009 роках на цій арені грали свої домашні ігри «Портленд Ламберджек» з Національної ліги лакросу, поки 2009 року команда не розформувалась.
Арену орендували також кілька команд з різних нижчих ліг. 1997 року з Мемфіса до Портленда переїхала команда з AFL і до 1999 року грала домашні ігри в «Роуз-гарден» під назвою «Портленд Форест Драгонс». У 1999 році команда переїхала в Оклахому-сіті. Від 2000 до 2003 року в «Роуз-гарден» грала нині неіснуюча команда «Портленд Фаєр» з Жіночої національної баскетбольної асоціації. У минулому арену також орендувала чоловіча баскетбольна команда «Портленд Стейт Вікінгс», яка нині грає в «Скотт центрі».
«Роуз-гарден» також приймає PBR Built Ford Tough Series — змагання з їзди на биках.

## Історія
У 1980-х роках популярність Національної баскетбольної асоціації різко зросла, і стало зрозуміло, що 12 888 місць у «Memorial Coliseum», у якому на той час грав свої домашні ігри «Портленд Трейл Блейзерс», більше не вистачає. Починаючи з 5 квітня 1977 року «Трейл Блейзерс» розпродавали повністю всі квитки на свої домашні ігри. У 1988 році команду купив Пол Аллен, після чого команда виходила у фінал чемпіонату в 1990 і 1992 роках. Незабаром Аллен вирішив побудувати нову арену для своєї команди і 1991 року заснував Oregon Arena Corporation, приватну компанію, в якій Аллен був єдиним акціонером, для будівництва і управління нової арени. Незабаром команда домовилася з містом Портленд про будівництво нового мультифункціонального комплексу поруч із «Memorial Coliseum».

### Назва

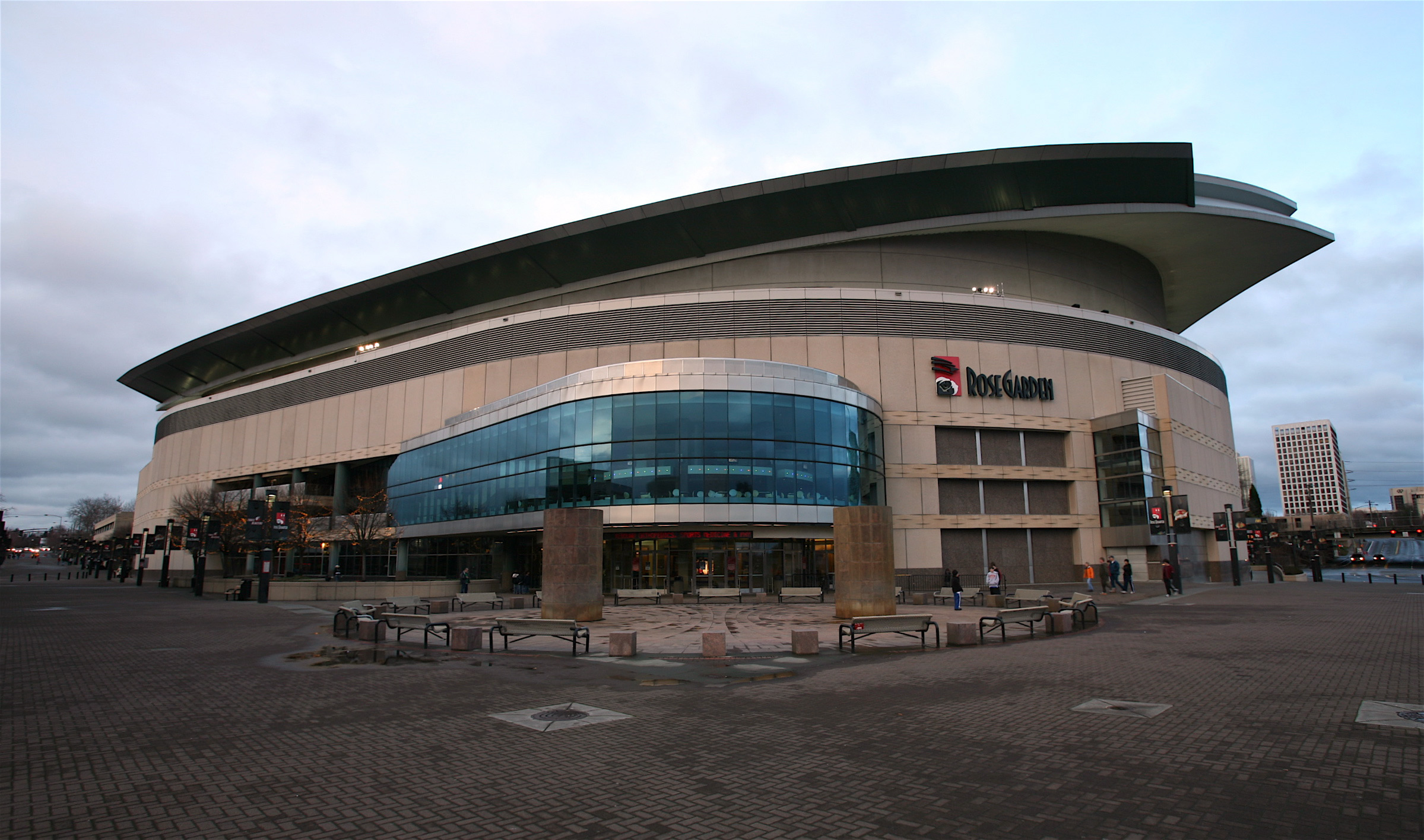
Зовнішній вигляд Роуз-гарден

Офіційна назва об'єкту «Роуз-гарден», однак, зазвичай його називають «Роуз-гарден арена», щоб відрізняти від «Міжнародного парку дослідження троянд» (англ. International Rose Test Garden), який також розташований в Портленді. Таку назву обрано з двох причин. По-перше, щоб відобразити репутацію Портленда, як міста троянд. По-друге, щоб показати важливість баскетбольних традицій «Бостон-гарден» і «Медісон-сквер-гарден» — арен у Бостоні та Нью-Йорку відповідно. Після того, як нову назву було обрано, район біля арени стали називати «Rose Quarter».
12 грудня 2007 року «Трейл Блейзерс» і Vulcan оголосили про намір продати права на назву арени. До 2013 року «Роуз-гарден» був однією з небагатьох арен, права на назву яких не продані. 13 серпня 2013 року «Трейл Блейзери» оголосили про укладення 10-річного контракту з компанією Moda Health, згідно з яким арена буде називатися «Мода-центр».
Власником «Роуз-гарден» є компанія Vulcan Sports and Entertainment, що належить Полу Аллену, яка управляє власністю Аллена, пов'язаною зі спортом. Президентом Vulcan Sports and Entertainment є Тод Лейвек. Управлінням і експлуатацією «Роуз-гарден» та інших об'єктів у Rose Quarter займається компанія Global Spectrum. У «Роуз-гарден» працює 75 осіб з повним робочим днем, і близько 700 осіб з частковою зайнятістю. Генеральним менеджером арени є Майк Сканлон. Global Spectrum була першою компанією, яку найняли для обслуговування арени, після того, як Аллен втратив права на володіння у зв'язку з процедурою банкрутства, однак Аллен згодом викупив «Роуз-гарден» у кредиторів. До банкрутства ареною керувала компанія Oregon Arena Corporation.

### Фінансування
Фінансування арени було розрекламоване як добрий приклад співпраці держави з приватними компаніями, оскільки більшу частину коштів у будівництво арени вклали Аллен і його компанії, а не платники податків. Більшу частина вартості будівництва (155 з 262 млн дол.) отримано з допомогою позики від консорціуму кредиторів. Оскільки Аллен відмовився гарантувати позику своїми особистими заощадженнями, то кредитори встановили процентну ставку в 8,99 % без можливості дострокової оплати. Іншими великими кредиторами стали Prudential Insurance і Farmers Insurance.
Іншу частину коштів заплатив муніципалітет міста Портленда (34,5 млн.), Аллен (46 млн.) і 10 млн одержано за облігаціями, гарантованими майбутніми доходами від оренди приміщень та паркування. До того ж місто передало Аллену землю, яку займає стадіон. Хоча місто й залишило за собою право власності на «Memorial Coliseum» та прилеглі паркування, але управління ними воно також передало Аллену. В обмін на це Аллен підписав 30-річний контракт з містом, який гарантує, що «Трейл Блейзерс» гратимуть всі домашні ігри в Портленді. Таким чином, місто сподівалося, що будівництво арени залучить інвестиції в реконструкцію і розвиток району Rose Quarter.

### Будівництво та відкриття
Будівництво арени розпочалося в 1993 році, а відкриття відбулося 12 жовтня 1995-го. Будівництво арени включало в себе також найбільшу на той момент програму з переробки відходів, отриманих у процесі будівництва. У ході реалізації цієї програми перероблено 36 000 тонн будівельного сміття і 340 000 тонн землі, що дозволило Oregon Arena Corporation заощадити понад 127 000 доларів. Пізніше цей проект отримав нагороду міста з захисту навколишнього середовища.
Перший концерт в «Роуз-гарден» відбувся через два тижні після відкриття. 25 жовтня з концертом виступили Девід Бові і Nine Inch Nails. Перший домашній матч на новій арені в регулярному чемпіонаті НБА «Трейл Блейзерс» зіграли 3 листопада 1995 року проти «Ванкувер Ґріззліс», програвши з рахунком 80-92. Спочатку місткість арени становила 20 340 осіб, проте зменшилась до 19 980 внаслідок модифікацій арени. Станом на 2017 рік арена відповідає всім сучасним нормам. USA Today у своєму огляді 2005 року поставило «Роуз-гарден» на 15 місце серед 29 баскетбольних арен, однак газета врахувала переважно чинники, що не стосуються самої споруди (вартість квитків, пропоновані розваги) при складанні рейтингу.
Після відкриття арена стала об'єктом для кількох судових позовів, пов'язаних з «Законом про захист прав громадян з обмеженими можливостями» (ADA). Перший позов (Сполучені штати проти Ellerbe Becket, Inc.) подало Міністерство юстиції США на архітектора Ellerbe-Becket, інший позов (Independent Living Resources проти Oregon Arena Corporation) подала адвокатська компанія з захисту прав громадян з обмеженими можливостями на Oregon Arena Corporation. Обидва позови стверджували, що «Роуз-гарден» (та інші об'єкти, спроектовані Ellerbe Becket) не забезпечують місцями людей на інвалідних візках або огляд для таких людей утруднений стоячими місцями перед ними. Перший позов був врегульований з умовою, що Ellerbe Becket погодилися розробляти майбутні проекти відповідно до ADA. Позов проти Oregon Arena Corp врегульовано 1998 року, коли OAC погодилася встановити понад сотню піднятих місць, що дозволять людям в інвалідних візках бачити поверх людей, які стоять спереду.

### Банкрутство Oregon Arena Corporation
У зв'язку з кризою в економіці доходи арени скоротилися, що призвело до неможливості виплати платежів по кредитах, взятих на фінансування будівництва «Роуз-гарден». 27 лютого 2004 року Oregon Arena Corporation оголосила про своє банкрутство. 8 листопада суд США у справах про банкрутство (англ. United States bankruptcy court) передав «Роуз-гарден» її кредиторам, які створили нову компанію Portland Arena Management (PAM) для здійснення керівництва. PAM у свою чергу найняла компанію Global Spectrum для керування ареною.
«Трейл Блейзерс» подали кілька скарг на «погану економічну модель» нового управителя. Також було багато спекуляцій, що «Трейл Блейзерс» можуть покинути арену. Влітку 2006 року команду було виставлено на продаж, однак через кілька місяців знято з продажу. На початку 2007 року Аллен і кредитори досягли угоди, за якою Аллен викупив арену. Після чуток, що Аллен збирається найняти компанію Anschutz Entertainment Group (AEG) для управління ареною, щоб замінити Global Spectrum, управління ареною проголосувало за продовження контракту з Global Spectrum ще на один рік. У вересні 2007 року компанія Global Spectrum оголосила про реконструкцію арени, ціна якої становитиме 13 мільйонів доларів.
У червні 2008 року оголошено, що «Трейл Блейзерс» підписали п'ятирічний контракт з AEG. З 1 липня AEG управляє Rose Quarter.

### Заходи

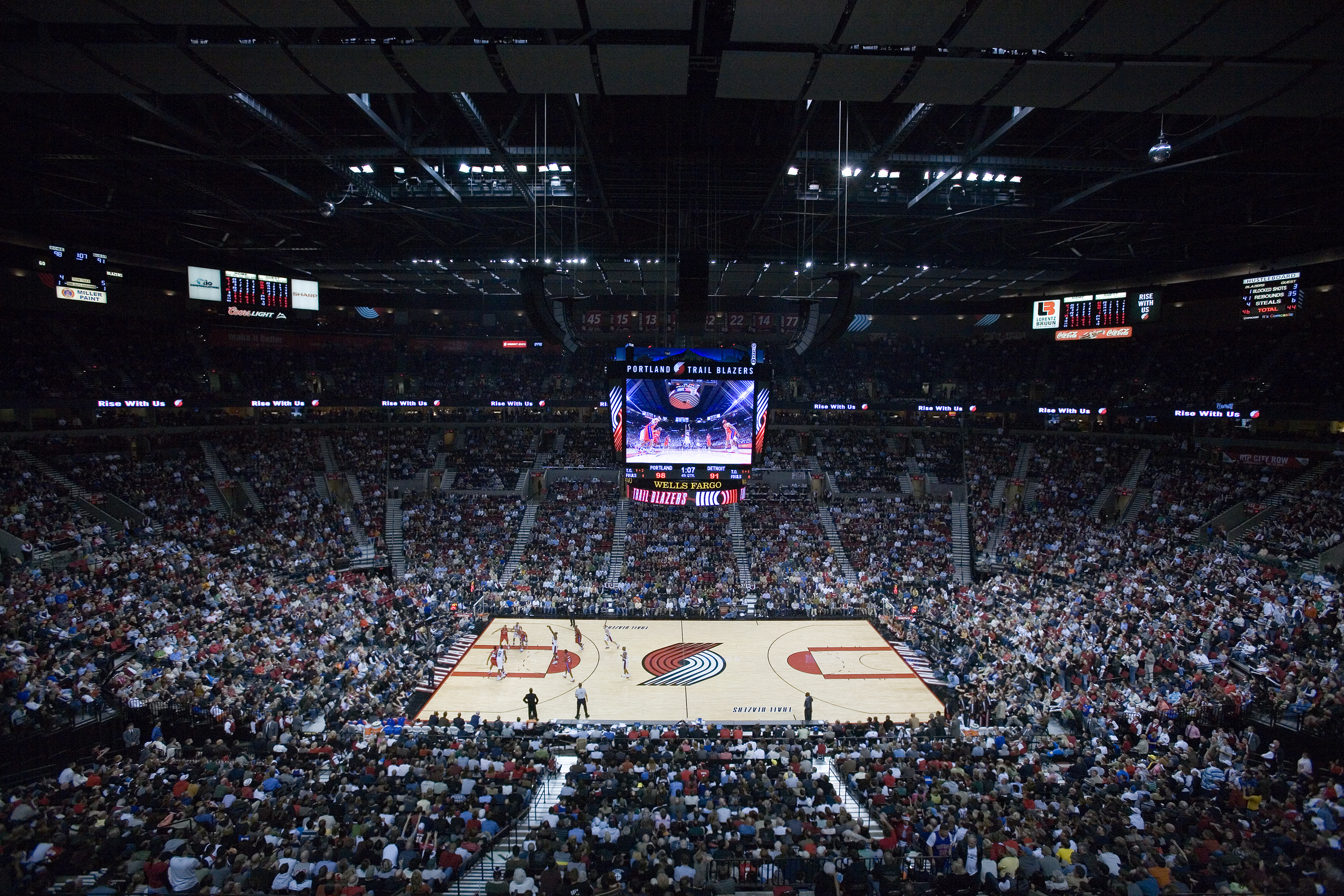
Арена під час ігор Трейл Блейзерс

Хоча «Роуз-гарден» ніколи не приймав фінальні ігри чемпіонату НБА (Портленд востаннє виходив у фінал 1992 року, за три роки до відкриття «Роуз-гарден»), арена двічі приймала фінальні ігри Східної конференції НБА в 1999 і 2000 роках. 1999 року Трейл Блейзерс програли Сан-Антоніо Сперс, в 2000 році Лос-Анджелес Лейкерс. Обидві ці команди згодом стали чемпіонами НБА. «Роуз-гарден» також ніколи не приймав Матч усіх зірок НБА, однією з причин чого називають малу кількість готелів поблизу арени, а також відсутність у місті готелю, який зміг би прийняти всю делегацію НБА.
2004 року Портленд обрано одним з п'яти міст в США для проведення Dew Action Sports Tour, нового змагання з екстремальних видів спорту. Захід пройшов з 17 по 21 серпня 2005 року в Rose Quarter і називався Vans Invitational. Через три роки Dew Action Sports знову проходив у Портленді. Взимку 2005 року в Rose Quarter проходив Чемпіонат США з фігурного катання, який відвідали близько 100 тис. глядачів. 10 березня 2007 року «Роуз-гарден» приймав матч усіх зірок НЛЛ. У 2009 році — перший і другий тури чоловічого чемпіонату з баскетболу Національної асоціації студентського спорту. 1998 року на арені виступав з промовою Президент США Білл Клінтон. 11 січня 2000 року тут пройшов концерт гурту TLC в рамках концертного туру FanMail Tour. «Роуз-гарден» приймав два шоу World Wrestling Entertainment — WWE Unforgiven 2004 і WWE No Mercy 2008. На арені виступали з концертами Metallica, Біллі Джоел і Елтон Джон, The Eagles, Lil Wayne, Брюс Спрінгстін, Майлі Сайрус, Kiss, Селін Діон та багато інших виконавців.

## Відвідуваність арени
Рекорд відвідуваності для баскетбольних матчів встановлено 1996 року. Домашню гру «Трейл Блейзери» прийшло подивитися 21 567 осіб. Середня відвідуваність ігор «Трейл Блейзери» одна з найбільших у НБА, і в останніх трьох сезонах «Роуз-гарден» входив у трійку найбільш відвідуваних арен ліги.
15 березня 1997 року «Роуз-гарден» і «Вінтергокс» встановили рекорд відвідуваності для Західної хокейної ліги. Гру «Вінтергокс» і «Сіетл Фандербердс», яка закінчилася з рахунком 6:6, відвідало 19 103 осіб.
| Відвідуваність арени під час домашніх ігор «Трейл Блейзерс» у регулярному чемпіонаті в 1995—2016 роках | Відвідуваність арени під час домашніх ігор «Трейл Блейзерс» у регулярному чемпіонаті в 1995—2016 роках | Відвідуваність арени під час домашніх ігор «Трейл Блейзерс» у регулярному чемпіонаті в 1995—2016 роках | Відвідуваність арени під час домашніх ігор «Трейл Блейзерс» у регулярному чемпіонаті в 1995—2016 роках | Відвідуваність арени під час домашніх ігор «Трейл Блейзерс» у регулярному чемпіонаті в 1995—2016 роках              |
| --- | --- | --- | --- | --- |
| Рік | Загалом                                                                                                | Середня                                                                                                | Ігор                                                                                                   | Примітки |
| 1995–1996                                                                                              | 850 338                                                                                                | 20 740                                                                                                 | 41 | Перший сезон у «Роуз-гарден»                                                                                        |
| 1996–1997                                                                                              | 852 799                                                                                                | 20 800                                                                                                 | 41 | |
| 1997–1998                                                                                              | 843 647                                                                                                | 20 577                                                                                                 | 41 | |
| 1998–1999                                                                                              | 486 556                                                                                                | 19 462                                                                                                 | 25 | Скорочений сезон через локаут. Вихід команди у фінал конференції                                                    |
| 1999–2000                                                                                              | 835 078                                                                                                | 20 368                                                                                                 | 41 | Вихід команди у фінал конференції                                                                                   |
| 2000–2001                                                                                              | 831 376                                                                                                | 20 277                                                                                                 | 41 | |
| 2001–2002                                                                                              | 797 821                                                                                                | 19 459                                                                                                 | 41 | |
| 2002–2003                                                                                              | 796 258                                                                                                | 19 421                                                                                                 | 41 | |
| 2003–2004                                                                                              | 684 038                                                                                                | 16 684                                                                                                 | 41 | |
| 2004–2005                                                                                              | 680 374                                                                                                | 16 594                                                                                                 | 41 | Банкрутство «Роуз-гарден»                                                                                           |
| 2005–2006                                                                                              | 617 199                                                                                                | 15 053                                                                                                 | 41 | Найгірший сезон в історії НБА (21-61)                                                                               |
| 2006–2007                                                                                              | 670 778                                                                                                | 16 360                                                                                                 | 41 | |
| 2007–2008                                                                                              | 580 017                                                                                                | 19 334                                                                                                 | 30 | Команда обрала Грега Одена під № 1 на драфті 2007 року, однак, через травму він був змушений пропустити цілий сезон |
| 2008–2009                                                                                              | 841 499                                                                                                | 20 524                                                                                                 | 41 | |
| 2009–2010                                                                                              | 840 411                                                                                                | 20 497                                                                                                 | 41 | |
| 2010–2011                                                                                              | 840 924                                                                                                | 20 510                                                                                                 | 41 | |
| 2011–2012                                                                                              | 676 384                                                                                                | 20 496                                                                                                 | 33 | Скорочений сезон через локаут                                                                                       |
| 2012–2013                                                                                              | 813 012                                                                                                | 19 829                                                                                                 | 41 | |
| 2013–2014                                                                                              | 809 612                                                                                                | 19 746                                                                                                 | 41 | |
| 2014–2015                                                                                              | 801 733                                                                                                | 19 554                                                                                                 | 41 | |
| 2015–2016                                                                                              | 794 085                                                                                                | 19 367                                                                                                 | 41 | |

## Rose Quarter
«Роуз-гарден» входить у комплекс будівель, розташованих на Rose Quarter. Поряд з ареною розташовується інший багатофункціональний комплекс «Memorial Coliseum». Між двома аренами розміщений One Center Court (торгово-розважальний комплекс), виставковий центр і вертодром. До будівлі примикає кілька паркувань, а одне з паркувань вбудоване в будівлю. Місткість паркування становить понад 2500 машиномісць. Вартість паркування залежить від заходу, що проходить на арені і становить від 8 до 15 дол.. Від інших будівель арену відокремлює розважальний комплекс, у якому люди можуть відпочити до або після гри. Перед головним входом розташовано кілька фонтанів. Поряд з ареною проходить траса 5, а з іншого боку протікає річка Вілламетт. Поряд з ареною є кілька станцій наземного метро.